# 似矮生薹草
似矮生薹草（学名：Carex subpumila）为莎草科薹草属的植物。分布在中国大陆的福建、河北等地，多生长在海滩沙地，目前尚未由人工引种栽培。